# 마리에 프레드릭슨

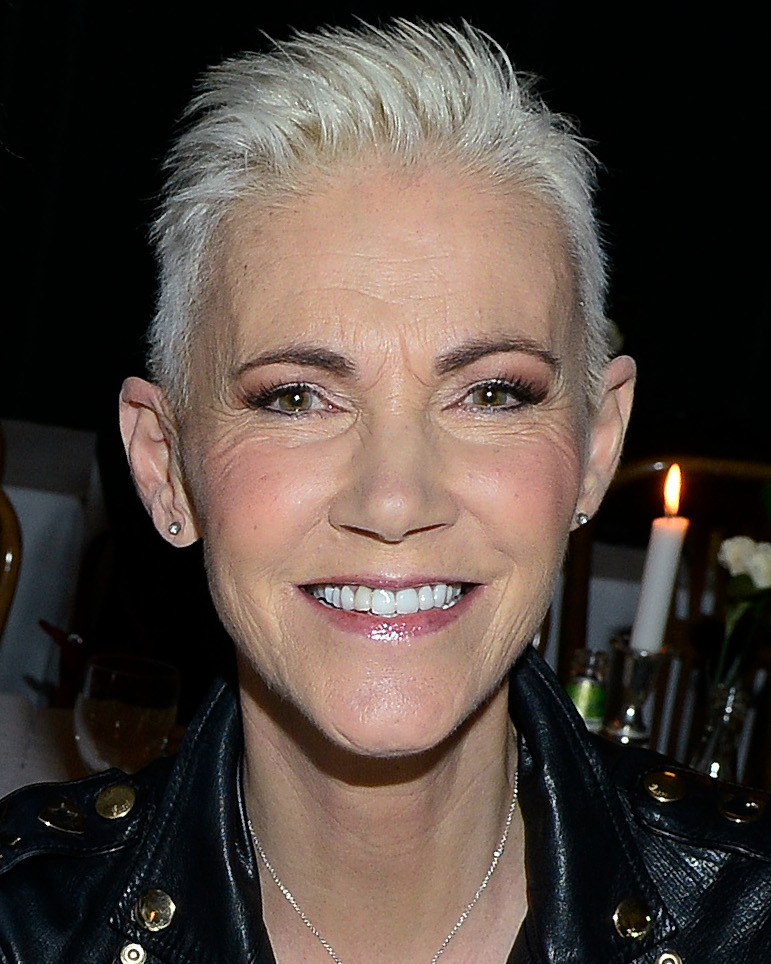
2014년 모습

마리 프레드릭손(Marie Fredriksson, 1958년 5월 30일 ~ 2019년 12월 9일)은 스웨덴의 팝 가수, 송라이터, 피아니스트, 화가 등으로, 팝 록 듀오인 록세트의 리드 보컬리스트로서 국제적으로 잘 알려진 인물이다. 그녀는 1986년 페르 게슬레와 함께 록세트를 결성했다. 이 듀오는 1980년대 말과 1990년대 초에 Look Sharp!(1988년), Joyride(1991년)와 함께 국제적인 성공을 거두었으며 빌보드 핫 100에서 4차례 1위를 하는 등 여러 번 히트를 쳤다.

## 디스코그래피
- Het vind (1984)
- Den sjunde vågen (1986)
- ... Efter stormen (1987)
- Den ständiga resan (1992)
- I en tid som vår (1996)
- The Change (2004)
- Min bäste vän (2006)
- Nu! (2013)